# Mina La Jayona
La Mina La Jayona es una antigua mina de hierro situada en la sierra del mismo nombre, en el término municipal de Fuente del Arco, provincia de Badajoz (España), declarada monumento natural en el Diario Oficial de Extremadura de 23 de septiembre de 1997.

## Historia
El origen de la mina se inicia con la llegada de los romanos y ha estado en explotación en distintas fases hasta su cierre definitivo en el año 1921. El Marqués de Bogaraya le vendió el coto minero a la empresa Sociedad Minero Metalúrgica de Peñarroya. Su explotación se caracterizó por sus numerosos fraudes en la declaración de la cantidad y calidad del hierro extraído y la intervención final del Estado. La mina fue muy rentable durante la Primera Guerra Mundial (1914-1918), pero el descenso de la demanda y los conflictos sociales posteriores provocaron su abandono. 
Desde su cierre estuvo abandonada sirviendo simplemente como lugar de pastoreo para el ganado de la zona. Desde finales del siglo XX se recuperó para uso recreativo, primero de forma espontánea y después como valor turístico.
A principios del siglo XX, entre 1900 y 1921, casi 500 mineros, incluidos mujeres y niños, excavaron la Sierra de la Jayona en las minas «Monstruo» y «Ya te lo decía», que formaban el coto minero de La Jayona, para extraer más de 270.000 toneladas de mineral de hierro de las calizas que lo ocultaban. 
Hasta el año 1905, el mineral era transportado con borricos hasta la fundición de Fuente del Arco, y a partir de este año, con ayuda de un teleférico, ya desaparecido, que atravesaba las sierras cargando con el hierro extraído por los mineros. En la fundición, situada en la estación del ferrocarril, a más de 6 km de la mina, se realizaba el primer tratamiento del mineral, antes de ser transportado por un ferrocarril de vía estrecha, del que todavía se conserva el trazado, hasta la fundición de Peñarroya, propiedad de la Sociedad Minero Metalúrgica de Peñarroya (SMMP), explotadora también de la Mina La Jayona.

## Características

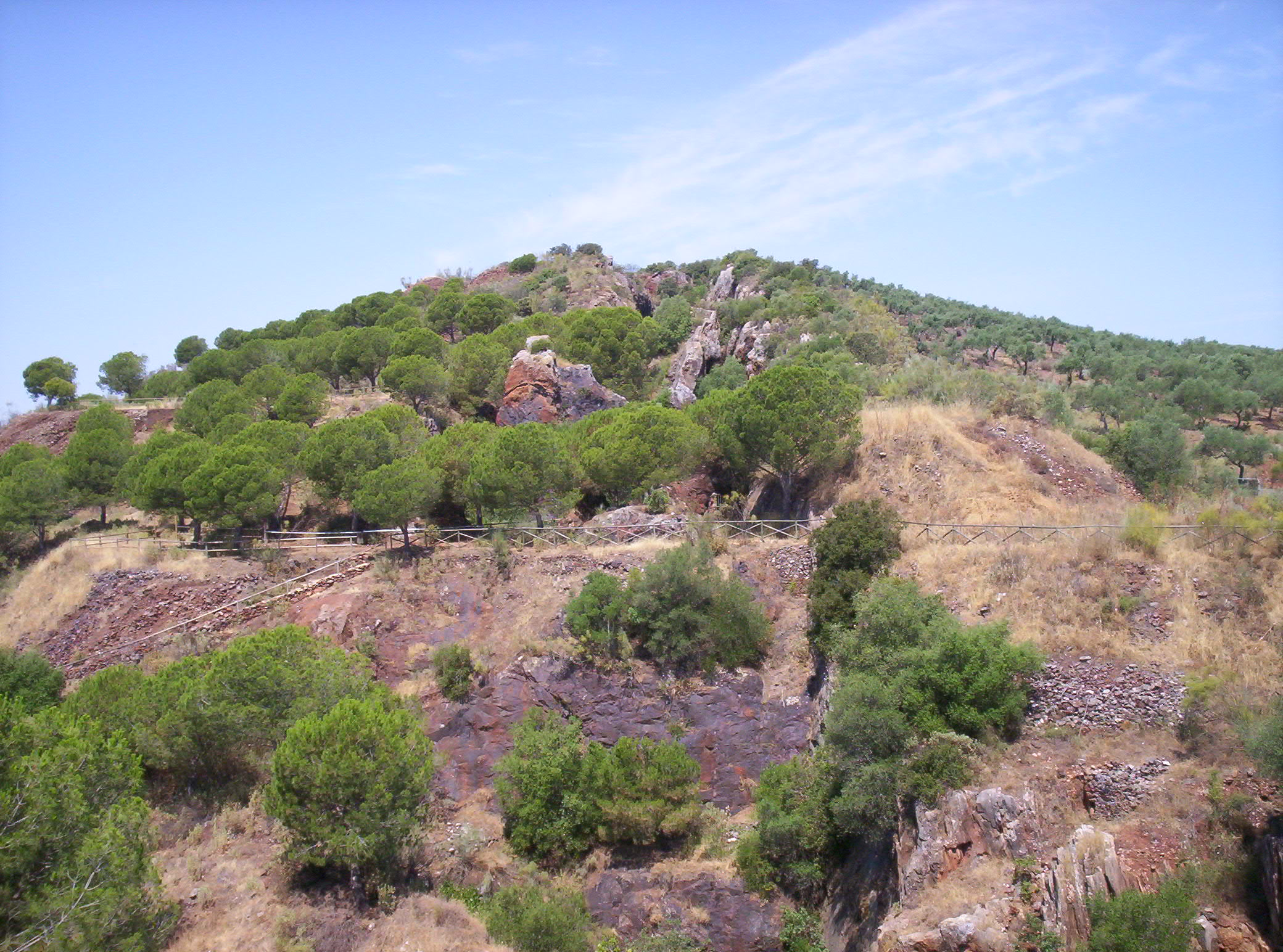
Vistas desde el acceso al nivel 4.

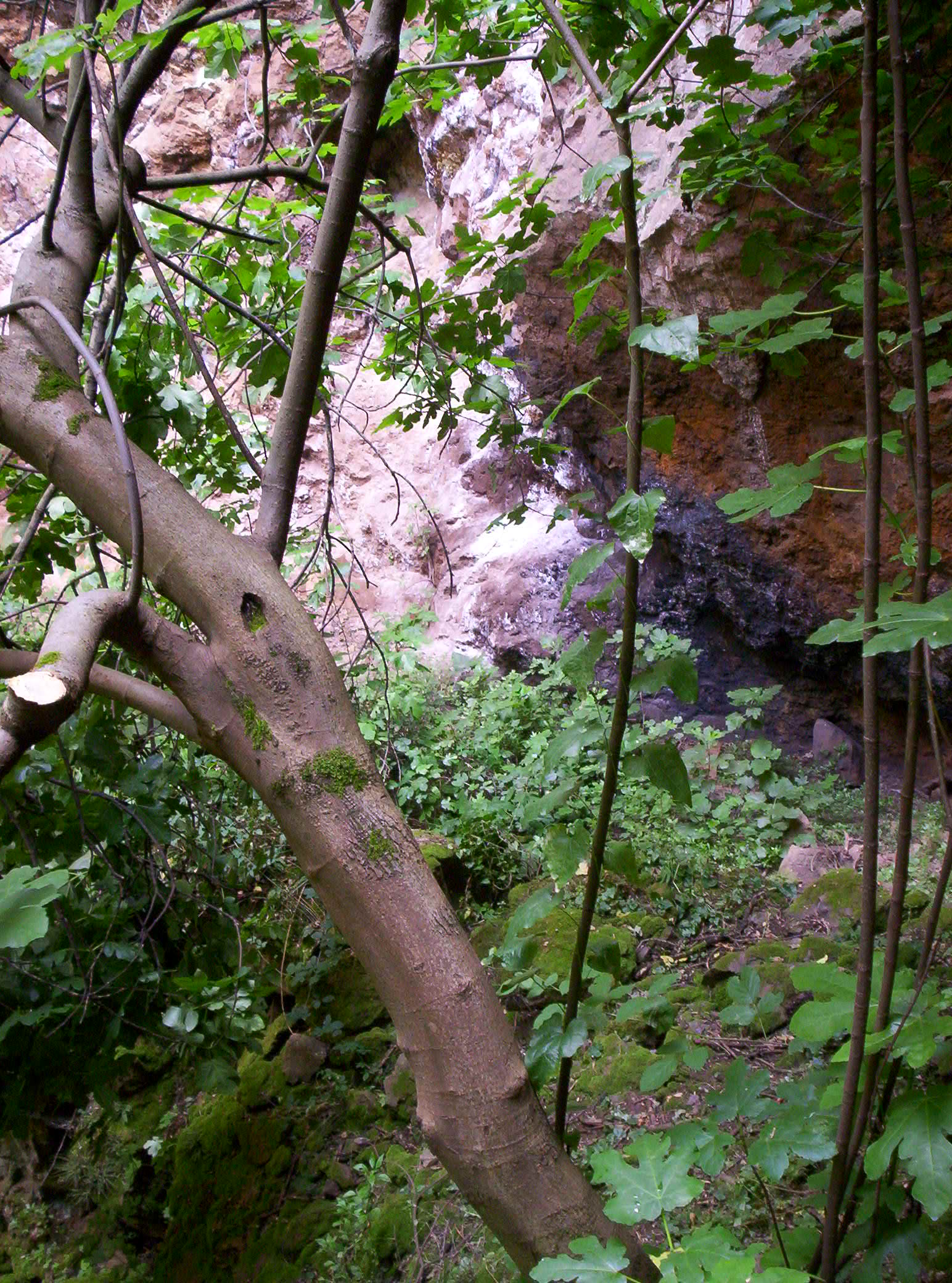
Nueza negra enroscada en una higuera. Ecosistema del interior de Mina la Jayona.

La explotación dejó una ladera llena de escombreras de color rojizo que sobresalen sobre el verde mediterráneo de la Sierra de la Jayona, escombreras entre las que se esconden cargaderos y ruinas mineras, testigos de un pasado reciente más próspero. Pero, sin lugar a dudas, el mayor legado de la explotación lo constituye el hueco excavado para extraer el mineral, que con sus más de 700 m de longitud y 50 m de profundidad, ha dejado al descubierto las entrañas de la tierra. Por este hueco, en la actualidad, pueden recorrerse cuatro de los 11 niveles dejados por la explotación. 
El nivel número 2 es el que recorre, con sus 230 m, el interior de la Mina a mayor profundidad. Las galerías, con sus claroscuros, dan paso a cortinas de luz que se abren a andenes llenos de vida y de color, rodeados de grandes taludes rocosos. Galerías en las que los juegos luz producen sensaciones sorprendentes en los que la oscuridad se mezcla con el silencio, y en su final, la luz con la vegetación en un armonía especial.
Pero es en el tramo final de este nivel cuando, al abrigo de recovecos y al color de la roca ya exenta de vegetación, la luz alcanza los matices más sorprendentes, y las sensaciones se mezclan entre la incredulidad y la sorpresa. Sorpresa que alcanza su cénit al final de la quinta galería, cuando de forma repentina aparece la Sala de las Columnas. La grandiosidad, los contrastes, la roca viva, se mezclan con la imaginación de los sorprendidos visitantes, que no atinan a comprender cómo unos esforzados mineros, a principios de siglo XX, pudieron excavar las entrañas de la tierra para dejar un hueco semejante. Pero además de los juegos de luz, donde los haces iluminan y colorean la roca, la actividad ha dejado visible restos de la explotación minera, como muros de sostenimiento, anclajes o polvorines, que dan fe de los escasos medios materiales utilizados en la explotación. La excavación también ha dejado al descubierto, de forma nítida, un plano de falla de más de 500 m², único en España, al que cada día la luz ilumina para indicarnos que la Tierra estuvo viva hace millones de años.
En este nivel también puede apreciarse como higueras, zarzas o helechos favorecidos por el microclima existente en el interior, en el que la humedad y la temperatura son típicos de zona de umbría, cubren y tapizan de forma salvaje el fondo y paredes de la mina.

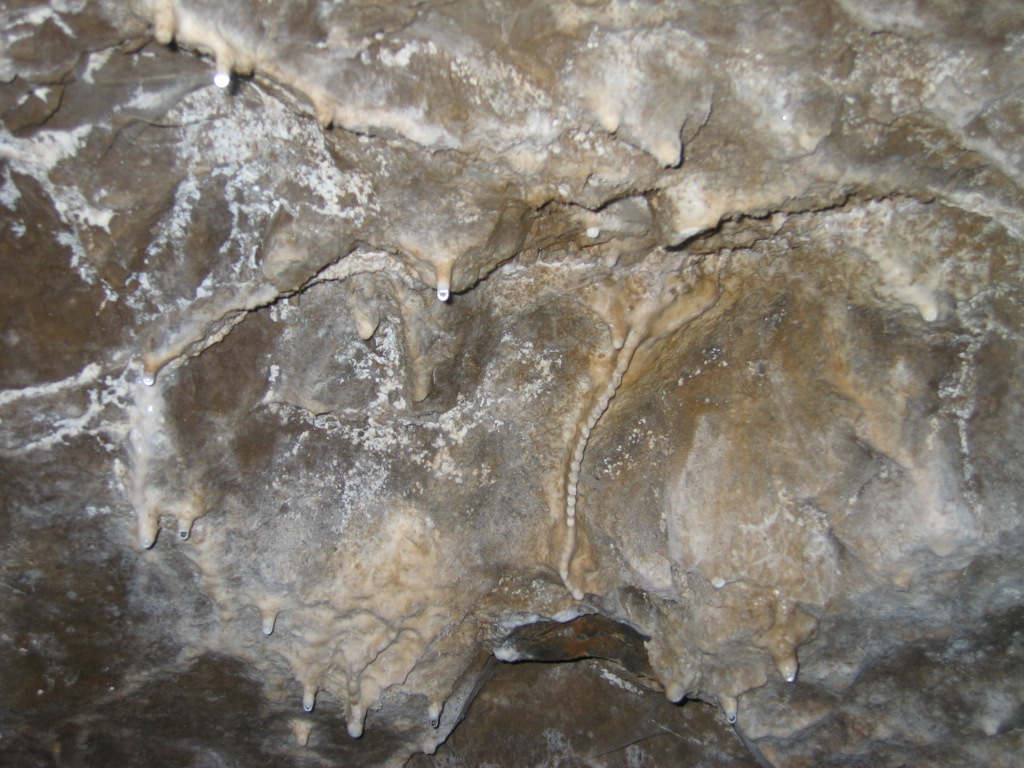
Pequeñas estalactitas formadas en el nivel 3.

El nivel 3 recorre, con sus más de 161 metros, en paralelo y elevado 12 m sobre el nivel anterior, la misma parte de la Mina. En el tramo inicial, pequeñas galerías dan paso a andenes estrechos de mayor longitud. Andenes desde los que puede verse parte del recorrido realizado o cómo la vegetación viste de vida el camino. La última galería precede al fin de un viaje sobre una pasarela apoyada sobre un antiguo cargadero. Las higueras trepando aprovechan cualquier oquedad formada por la disolución de la roca. Formación de mineral en cualquier lugar, pequeñas estalactitas a la altura de la vista, muros de piedra increíbles adornados por helechos y verdín. Pequeñas infraestructuras dejadas por la antigua actividad minera. Hojas de higuera u oquedades en la roca rellenas de óxidos rojizos, vistas al contraluz, son acompañantes de una visita sorprendente.
El nivel número 4, con sus 297 metros de longitud, es el de mayor recorrido. Situado a mayor altura que los niveles anteriores, en él también se suceden andenes, galerías y plataformas llenas de miradores, en los que la vegetación sigue presente. En las galerías de poca extensión y con formas caprichosas, los focos de luz ganan presencia a medida que el recorrido avanza. La oscuridad de los más de 70 m de su última galería, es conquistada por rayos de luz que penetran desde su boca de salida y por un balcón colgado a más de 25 m sobre la Sala de las Columnas, para dejarnos ver un arco de sostenimiento conquistado por una vegetación exuberante. En este nivel también puede disfrutarse de una panorámica de la mina “Monstruo”, observar a vista de pájaro la superposición de niveles recorridos como si de una maqueta se tratase, o cómo el antiguo cargadero de mineral, en el interior de la Mina, fue construido piedra a piedra. Higueras trepadoras que para vivir extienden sus raíces varios metros en busca de alimento. Nidos de barro de las colonias de aves roqueñas que aprovechan cualquier galería, o rapaces que sobrevuelan la despensa en la que se ha convertido la Mina.